# كفور السوالم قبلي
قرية كفور السوالم قبلي هي إحدى القرى التابعة لمركز إيتاي البارود في محافظة البحيرة في جمهورية مصر العربية. حسب إحصاءات سنة 2006، بلغ إجمالي السكان في كفور السوالم قبلي 5036 نسمة، منهم 2559 رجل و2477 امرأة.